# Саклово
Са́клово (рос. Саклово, башк. Һаҡлау) — село (у минулому присілок) у складі Краснокамського району Башкортостану, Росія. Входить до складу Саузбашівської сільської ради.
Населення — 388 осіб (2010; 398 у 2002).
Національний склад:
- башкири — 59 %
- росіяни — 29 %